# Winsau

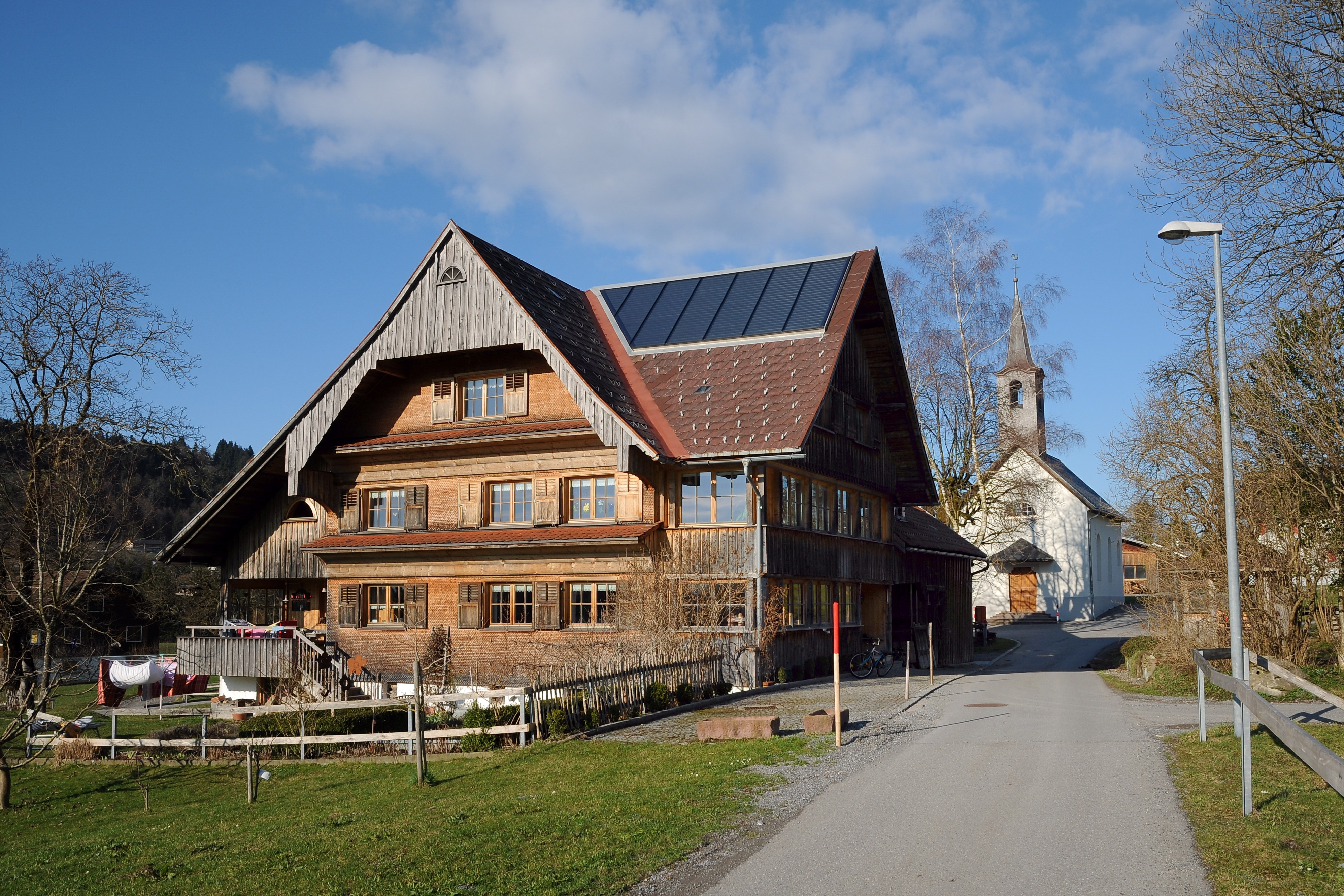
Bauernhaus in Winsau, im Hintergrund die Kapelle Maria Schnee.

Winsau ist eine Parzelle im äußersten nordöstlichen Gemeindegebiet der österreichischen Stadt Dornbirn, Bundesland Vorarlberg. Winsau gehört zum ältesten Dornbirner Siedlungsgebiet. In einem Zinsbrief vom 4. Februar 1478 wird „Petter winsower, zu winsow in tairenburer pfarr gelegen“ genannt.

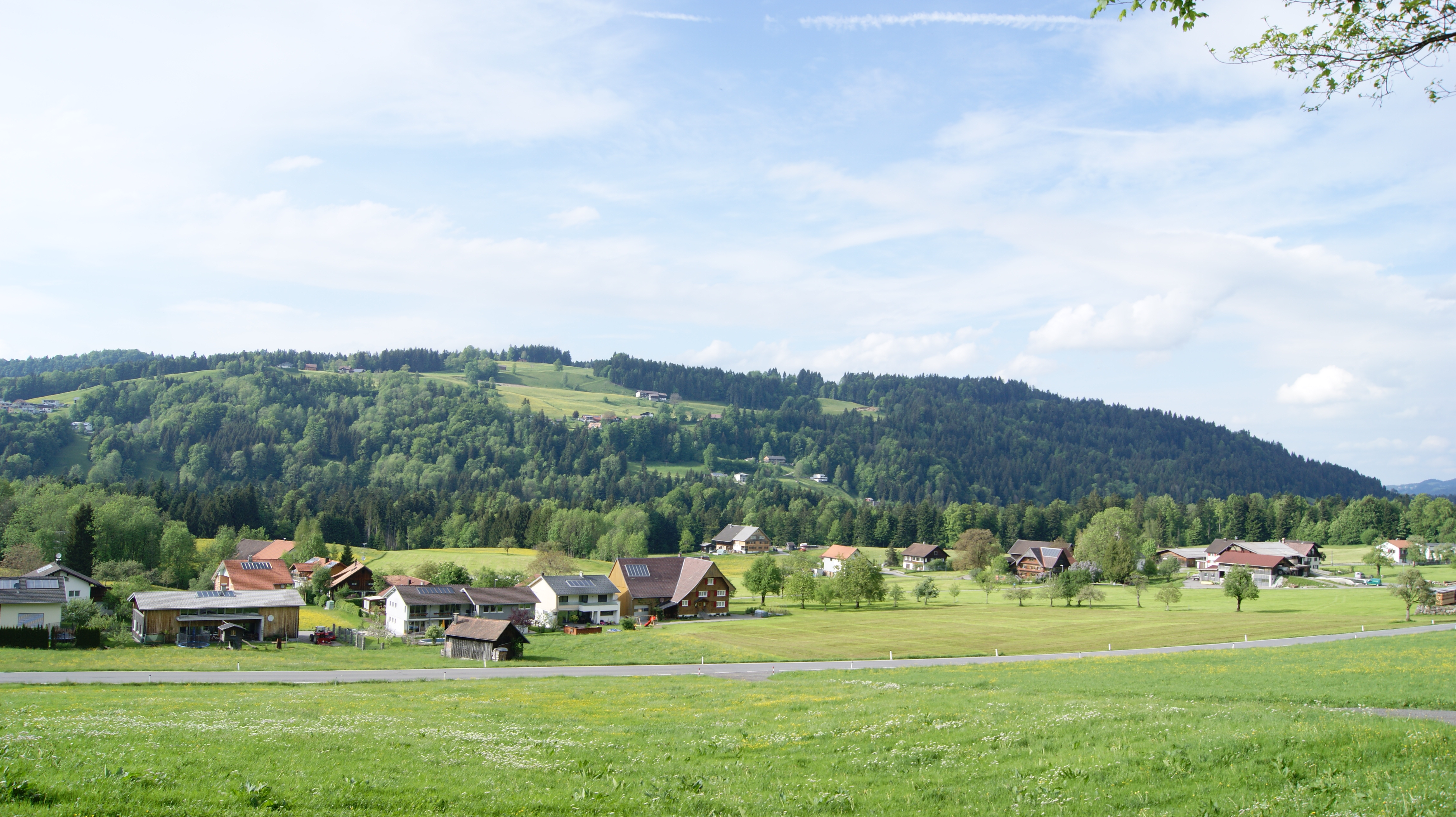
Ein Teil der Parzelle Winsau. Im Hintergrund Farnach und Bildstein sowie rechts Bereute (Alberschwende).

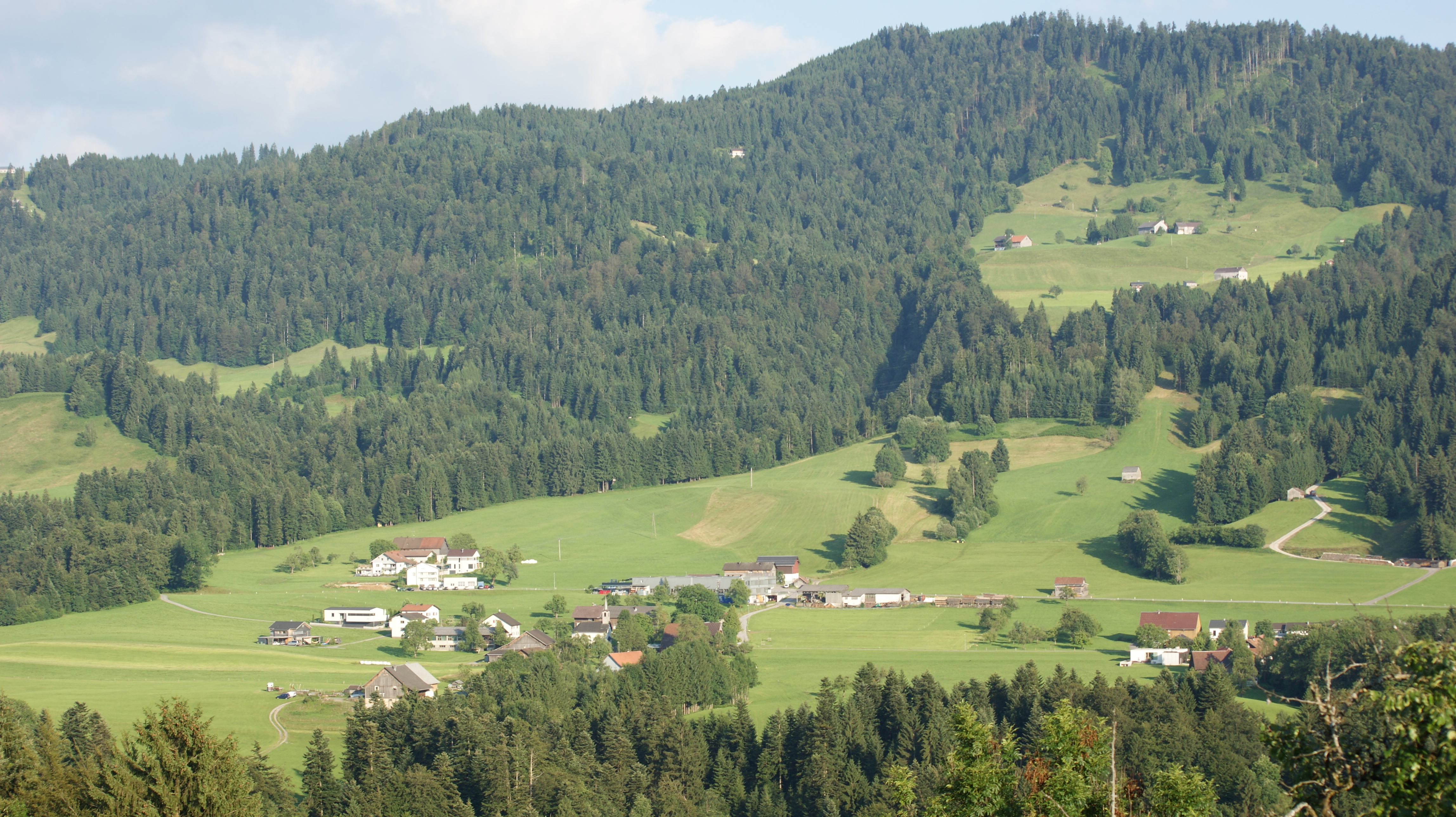
Parzelle Winsau von Farnach aus gesehen.

## Namensherleitung
Winsau soll aus dem Vornamen Winfried abgeleitet sein (Au des Winfried).

## Geografie

### Überblick
Winsau liegt als Teil des Bezirks Haselstauden im Nordosten des Dornbirner Siedlungsgebiets auf 700 m ü. A. am Achrain gelegen und ist vom Stadtzentrum von Dornbirn etwa 6 km Luftlinie entfernt. In „Schematismus für Tirol und Vorarlberg“ (1839) wird Winsau als eigenständiger Weiler und Teil von Dornbirn angeführt. Ebenfalls im „Provinzial-Handbuch von Tirol und Vorarlberg für das Jahr 1847“.

### Nachbargemeinden
| Bildstein            |  | Alberschwende |
| Adelsgehr (Dornbirn) |  |               |
|                      |  | Schwarzenberg |

## Bevölkerung und Bebauung
Im Jahre 1756 brannten in Winsau von den damals acht Häusern einige ab. Ob Tote zu beklagen waren, ist nicht überliefert. 1857 lebten 83 der damals knapp 1.000 Haselstauder in Winsau (8,3 %) in zwölf Häusern, womit es die einwohnerreichste Parzelle war. Aktuelle Bevölkerungszahlen werden nicht mehr veröffentlicht. Heute bestehen mehr als 35 Wohngebäude.

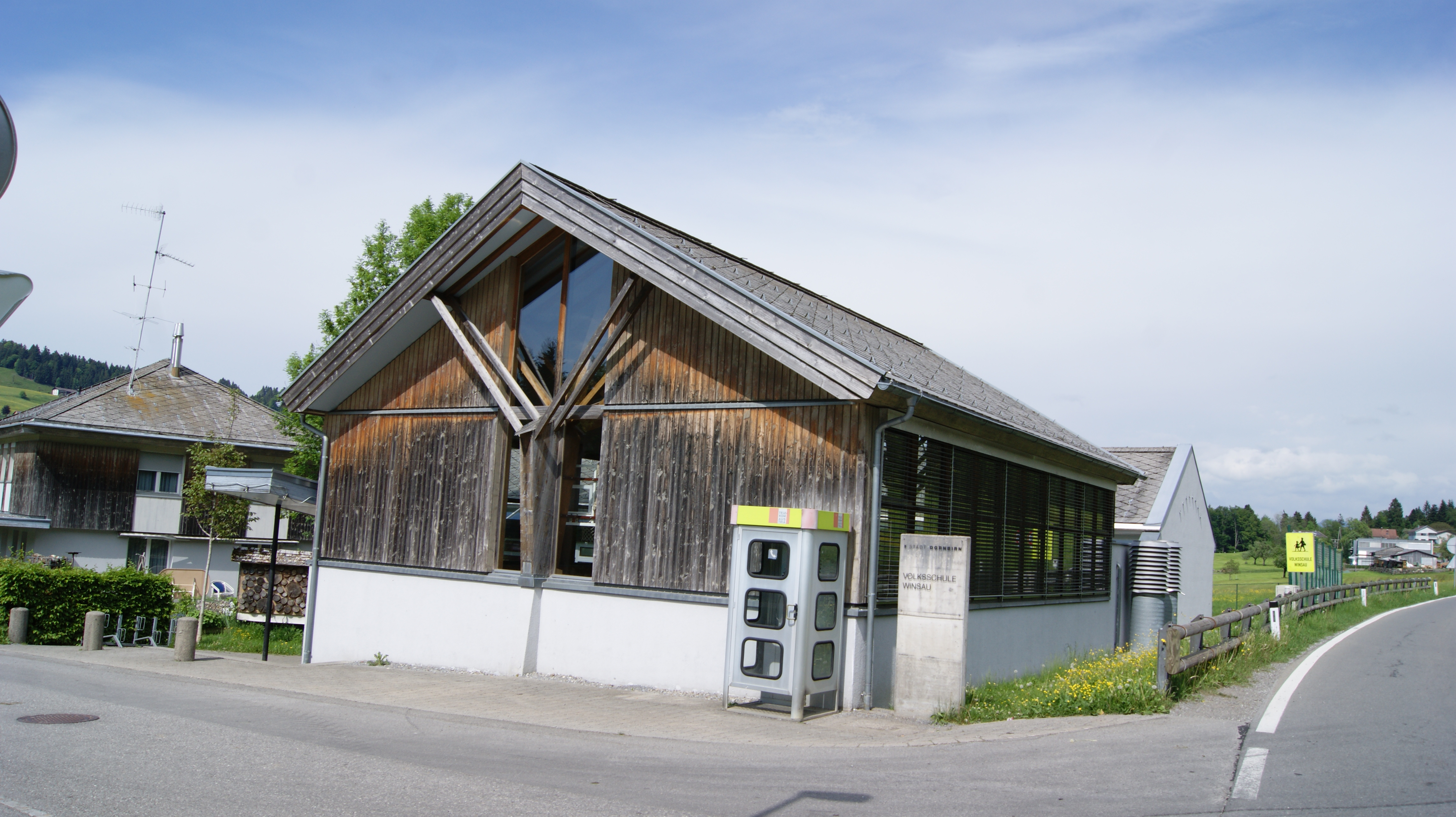
Volksschule Winsau.

## Bildung und Religion
Um den in Winsau wohnhaften Kindern einen langen Schulweg zu ersparen, wurde bereits im Jahr 1795 die erste Volksschule errichtet. Sie wurde letztmals 1993 renoviert und verfügt über einen kleinen Sportplatz, der seitdem vom Sportverein Winsau genutzt wird.
Neben dem Schulgebäude befindet sich die römisch-katholische Kapelle Maria Schnee.

## Verkehr
Durch die L49 – Achrainstraße, auch „Wälderstraße“, verfügt Winsau über einen Anschluss an das Dornbirner und Bregenzerwälder Verkehrsnetz. Durch den öffentlichen Personenverkehr (Omnibus) werden die Haltestellen Winsau Tobel, Winsau Schule und Winsau Rose bedient.

## Gewässer
Winsau grenzt im Nordosten an den Stauderbach, der auch gleichzeitig die Grenze nach Alberschwende und damit zum Bezirk Bregenz bildet. Im Südwesten zu Adelsgehr fließt der Strickerbach, in welchen auch der Winsauergraben, der in Winsau entspringt, mündet. Stauderbach und Strickerbach münden beide in die Schwarzach. Die Schwarzach bildet wiederum die Grenze von Winsau/Dornbirn zu Bildstein.